# Sironcus stonei
Espèce
Sironcus stonei est une espèce de pseudoscorpions de la famille des Ideoroncidae.

## Distribution
Cette espèce est endémique de la province de Ratchaburi en Thaïlande. Elle se rencontre dans la grotte Tham Chom Phon à Chom Bung.

## Description
La femelle paratype mesure 2,42 mm.

## Étymologie
Cette espèce est nommée en l'honneur de Fred D. Stone de l'université d'Hawaï.

## Publication originale
- Harvey, 2016 : The systematics of the pseudoscorpion family Ideoroncidae (Pseudoscorpiones: Neobisioidea) in the Asian region. Journal of Arachnology, vol. 44, no 3, p. 272-329 (texte intégral).